# Good Things
Good Things är ett musikalbum av den svenska hiphopgruppen Looptroop Rockers. Albumet släpptes den 23 april 2008.

## Låtlista
1. "Family First"
2. "The Building"
3. "Marinate"
4. "Stains" (ft. Mapei)
5. "Living on a Prayer"
6. "Rome"
7. "Ginger & Lemon"
8. "Naive" (ft. Timbuktu, Svante Lodén of Damn!)
9. "Al Mazika" (ft. Alibi, CosM.I.C.)
10. "Blood & Urine"
11. "Trance Fat" (ft. Rakaa Iriscience of the Dilated Peoples)
12. "The Busyness"
13. "Puzzle"

## Singlar

### The Building
1. "The Building"
2. "The Building" (instrumental)
3. "The Building" (acapella)
4. "Gotta Be a Way"
5. "Gotta Be a Way" (instrumental)
6. "Gotta Be a Way" (acapella)

### Naïve
1. "Naïve" - 3:45
2. "Naïve" (StayGold-remix) - 4:03

### Listplaceringar
| Lista (2008) | Topplacering |
| ------------ | ------------ |
| Sverige      | 5            |

### Fotnoter
1. ↑  ”Looptroop Rockers” (på engelska). swedishcharts.com. Hung Medien. http://www.swedishcharts.com/showitem.asp?interpret=Looptroop+Rockers&titel=Good+Things&cat=a.

}